# 高石千之
高石 千之（たかいし ちゆき、1910年3月29日 - 1994年10月5日）は、日本の経営者。近鉄百貨店社長を務めた。和歌山県出身。

## 経歴・人物
1930年に大阪商科大学高等商業部を卒業し、同年に大和鉄道に入社し、1936年6月に大阪電気軌道(のちの近畿日本鉄道)に転じる。1965年5月に取締役に就任し、1968年11月に常務、1971年5月に専務、1972年4月に近鉄百貨店専務、1974年6月に副社長を経て、1978年5月に社長に就任。1985年5月に会長に就任。
1994年10月5日心不全のために死去。84歳没。